# Чарлсон, Иэн
Иэн Чарлсон (англ. Ian Charleson; 11 августа 1949 — 6 января 1990) — британский актёр и певец. Наиболее известен ролью Олимпийского чемпиона в беге Эрика Лидделла в исторической драме Хью Хадсона «Огненные колесницы» (1981). Помимо этого заметной стала его роль преподобного Чарльза Эндрюса в биографической картине Ричарда Аттенборо «Ганди». Чарлсон также много играл на театральных сценах Великобритании, прославившись ролями в постановках «Парни и куколки», «Кошка на раскалённой крыше», «Гамлет» и многих других.
Иэн Чарлсон был геем. В 1986 году ему был поставлен диагноз ВИЧ, а в январе 1990 года он скончался от осложнений, вызванных СПИДом,. Его уход из жизни стал  первой в Великобритании смертью знаменитости, открыто приписываемой СПИДу. Сам актёр пожелал, чтобы истинная причина его ухода из жизни была предана огласке. Это помогло повысить осведомленность о ВИЧ/СПИДе и обратить большее внимание на пациентов, больных СПИДом.
Его именем названа театральная премия, которая с 1991 года ежегодно вручается актёрам в возрасте до 30 лет.